# Corriol de Forbes
El corriol de Forbes
(Charadrius forbesi) és una espècie d'ocell de la família dels caràdrids (Charadriidae) que habita praderies, vessants rocosos i camp obert d'Àfrica central i Occidental, des del Senegal, Gàmbia i Guinea, cap a l'est fins al sud del Sudan, i cap al sud fins al centre d'Angola, nord de Zàmbia i la República Democràtica del Congo.